# Lomas de Solymar
Lomas de Solymar es un balneario perteneciente a la Ciudad de la Costa. Cuenta con una de las playas más bellas de Canelones sin mencionar el paisaje hermoso de sus finas y blancas arenas de enormes, anchas y altas dunas  , en el departamento de Canelones, Uruguay.

## Ubicación
El balneario está ubicado al sur de Av Giannasttasio hacia la rambla de la Ciudad de la Costa. Limita al este con Médanos de Solymar, al oeste con Parque de Solymar, al sur con el Río de la Plata y al norte con Colinas de Solymar. Otra de las principales vías de acceso es la Avenida Giannattasio. 

## Población

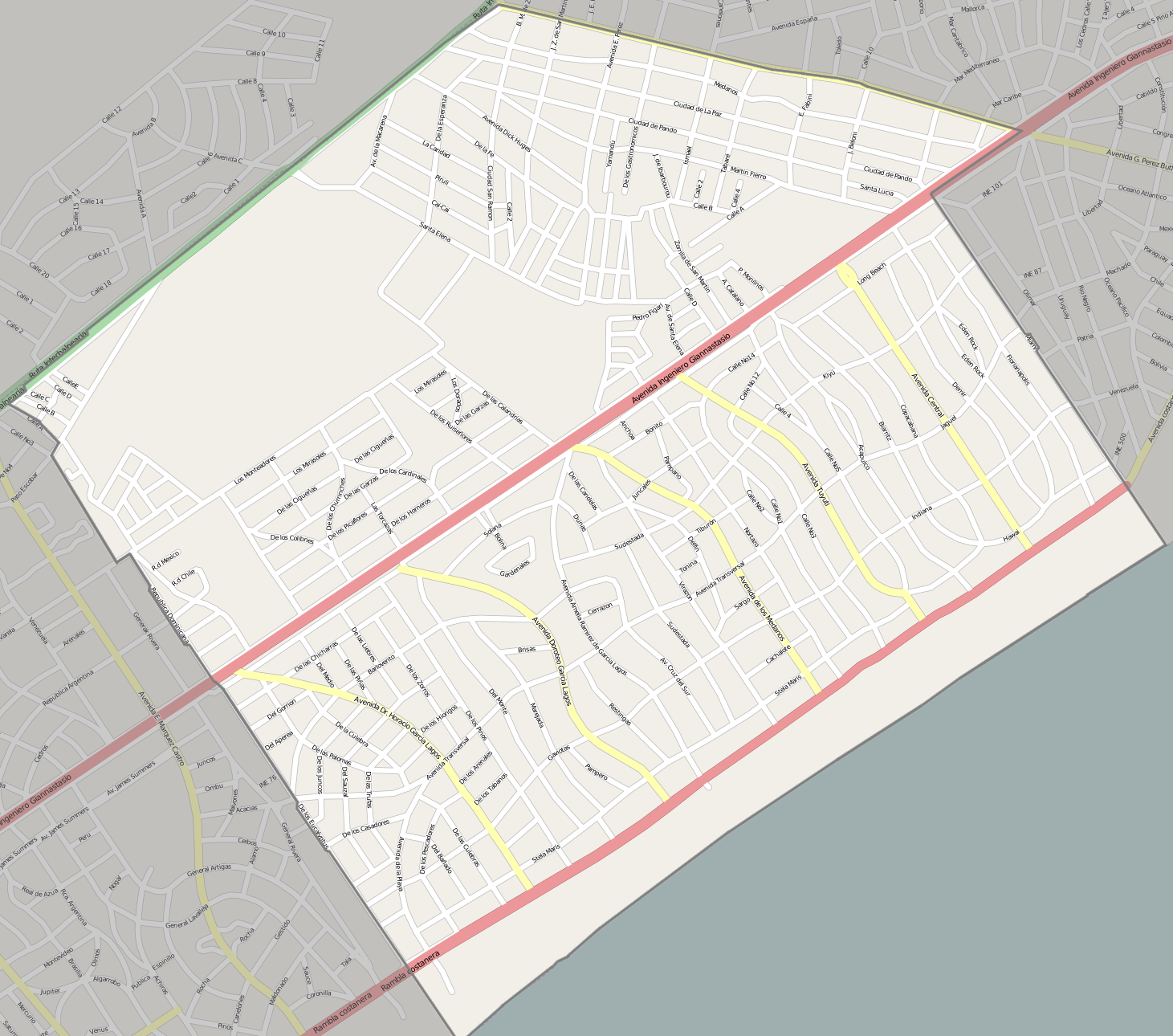
Mapa de calles de Lomas de Solymar.

| 135           | 1,266 | 3,974 | 10,843 | 16,018 | 19,124 | 22,525 |
| (Fuente: INE) |       |       |        |        |        |        |